# إل. إي. سكريفن
إل. إي. سكريفن (بالإنجليزية: Laurence Edward Skriven)‏ هو أستاذ جامعي أمريكي، ولد في 4 نوفمبر 1931 في باتل كريك في الولايات المتحدة، وتوفي في 3 أغسطس 2007.